# Кахун
Каху́н (кабард.-черк. Къэхъун) — село в Урванском районе Кабардино-Балкарской Республики.
Образует муниципальное образование «сельское поселение Кахун», как единственный населённый пункт в его составе.

## География

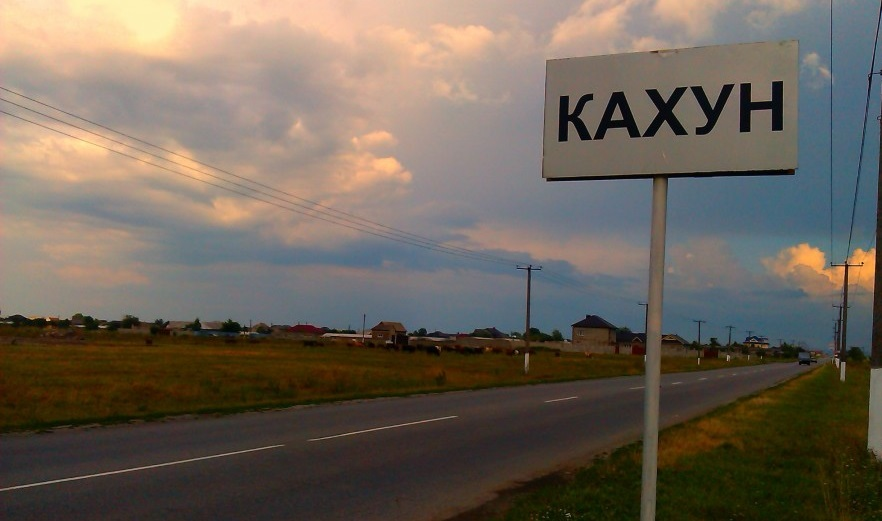
Въезд в село с южной стороны

Селение расположено в центральной части Урванского района, в междуречье рек Старый Кахун и Кахунёнок. Находится в 0,5 км к востоку от районного центра — Нарткала и в 24 км к северо-востоку от города Нальчик.
Площадь территории сельского поселения составляет — 51,47 км2. Из них сельскохозяйственные угодья занимают — 44,80 км2 (87,0%).
Граничит с землями населённых пунктов: Нарткала на западе, Псынабо на северо-востоке и Нижний Черек на востоке.
Населённый пункт расположен на наклонной Кабардинской равнине, в переходной от предгорной в равнинную зоне республики. Рельеф местности представляет собой в основном волнистые предгорные равнины, с общим уклоном с юго-запада на северо-восток. Положительные формы рельефа представлены курганными и бугристыми возвышенностями. Средние высоты на территории села составляют 297 метров над уровнем моря. Перепады высот на территории сельского поселения составляют около 20-30 метров. Почва — предгорная чернозёмная.
Гидрографическая сеть представлена родниковыми реками — Старый Кахун, протекающей вдоль восточной окраины села и Кахунёнок, протекающей через центральную часть села. Местность богата водными ресурсами, благодаря близкому залеганию грунтовых вод к земной поверхности. Это обуславливает выходы многочисленных родников на поверхность. Уровень обеспечения местности водой высокая.
Климат влажный умеренный, с тёплым летом и прохладной зимой. В целом климатические условия благоприятны для возделывания всех зональных сельскохозяйственных культур и многолетних насаждений. Среднегодовая температура воздуха составляет +10,0°С, и колеблется от средних +22,5°С в июле, до средних -2,0°С в январе. Среднегодовое количество осадков составляет около 650 мм.

## История
Село на своем нынешнем месте было основано в 1846 году, и первоначально называлось Нижнее Докшукино (кабард.-черк. Ишхъэрэ Докъушыкъуей), в честь своего основателя — князя Докшукина Кучука Жамботовича. В ходе Земельных реформ, постепенно к нему стали присоединять окрестные аулы и сюда начали переезжать люди из других близлежащих поселений.
Так в 1862 году из местности Шифохопс (ныне часть села Кенже), к селу Докшукино переселилась группа переселенцев. Они осели у северной окраины села и основали отдельный квартал, названный Шипшево (кабард.-черк. Шыпщей), в честь предводителей — вуорков Шипшевых.
В 1863 году по разрешению Начальника Нальчикского округа, из Вольного Аула в Нижнее Докшукино было переселено несколько семейств.
В 1865 году в ходе Земельной реформы Кабарды, к Нижнему Докшукино были присоединены аулы Понеж-хабля (кабард.-черк. Пэнэжь хьэблэ) и Апшо-хабля (кабард.-черк. Iэпшэу хьэблэ).
В 1920 году с окончательным установлением советской власти в Кабарде, решением ревкома Нальчикского округа, селение Нижнее Докшукино как и все другие кабардинские сёла было переименовано, из-за наличия в их названиях княжеских и дворянских фамилий. В результате село получило новое название — «Кахун», что в переводе с кабардино-черкесского языка означает «будущее» (дословно — «то, что произойдет» или «то, что вырастит»).
Кахунский сельский народный Совет был образован в 1920 году. В 1921 году сельсовету административно был подчинён посёлок Докшукино (ныне Нарткала), а в 1928 году выведен из под его подчинения.
В 1954 году Кахунский, Псынабский и Псыкодский сельские Советы были объединены в Кахунский сельский Совет с административным центром в селении Кахун.
В 1958 году Псынабский и Псыкодский сельсоветы были обратно выделены из Кахунского, в отдельные территориальные образования.
В 1960 году на территории села был создан крупный специализированный плодоовощной совхоз «Комсомольский».
Ныне село состоит из двух исторических кварталов — Нижний Кахун (ранее Шипшево) и Верхний Кахун (ранее Нижнее Докшукино). За речкой Старый Кахун расположен новый квартал села — Заря. Микрорайон Нижний Кахун фактически слился с восточными окраинами города Нарткала.

## Население
| 2002  | 2010  | 2012  | 2013  | 2014  | 2015  | 2016  |
| ----- | ----- | ----- | ----- | ----- | ----- | ----- |
| 7272  | ↘7106 | ↗7227 | ↗7359 | ↗7501 | ↗7574 | ↗7666 |
| 2017  | 2018  | 2019  | 2020  | 2021  | 2023  | 2024  |
| ↗7800 | ↗7934 | ↗8062 | ↗8125 | ↘7814 | ↘7749 | ↗7779 |
| 2025  |       |       |       |       |       |       |
| ↗7822 |       |       |       |       |       |       |

Плотность — 151.97 чел./км2.
Национальный состав
По данным Всероссийской переписи населения 2010 года:
| Народ      | Численность, чел. | Доля от всего населения, % |
| ---------- | ----------------- | -------------------------- |
| кабардинцы | 7 026             | 98,9 %                     |
| другие     | 80                | 1,1 %                      |
| всего      | 7 106             | 100 %                      |

По данным Всероссийской переписи 2021 года:
| Народ               | Численность, чел. | Доля от всего населения, % |
| ------------------- | ----------------- | -------------------------- |
| кабардинцы          | 6 909             | 88,41 %                    |
| черкесы             | 770               | 9,85 %                     |
| другие / не указано | 135               | 1,72 %                     |
| всего               | 7 814             | 100,0 %                    |

Поло-возрастной состав
По данным Всероссийской переписи населения 2010 года:
| Возраст     | Мужчины, чел. | Женщины, чел. | Общая численность, чел. | Доля от всего населения, % |
| ----------- | ------------- | ------------- | ----------------------- | -------------------------- |
| 0 — 14 лет  | 744           | 700           | 1 444                   | 20,3 %                     |
| 15 — 59 лет | 2 441         | 2 431         | 4 872                   | 68,6 %                     |
| от 60 лет   | 301           | 489           | 790                     | 11,1 %                     |
| Всего       | 3 486         | 3 620         | 7 106                   | 100 %                      |

Мужчины — 3 486 чел. (49,1 %). Женщины — 3 620 чел. (50,9 %).
Средний возраст населения — 32,9 лет. Медианный возраст населения — 29,1 лет.
Средний возраст мужчин — 31,5 лет. Медианный возраст мужчин — 28,3 лет.
Средний возраст женщин — 34,1 лет. Медианный возраст женщин — 30,4 лет.

## Местное самоуправление
Администрация сельского поселения Кахун — село Кахун, ул. Шибзухова, 160.
Структуру органов местного самоуправления сельского поселения составляют:
- Исполнительно-распорядительный орган — Местная администрация сельского поселения Кахун. Состоит из 7 человек.  
  - Глава администрации сельского поселения — Кандохов Леонид Муштагидович.
- Представительный орган — Совет местного самоуправления сельского поселения Кахун. Состоит из 15 депутатов, избираемых на 5 лет. 
  - Председатель Совета местного самоуправления сельского поселения — Тамбиев Амир Мухажидович.

## Образование
- Средняя общеобразовательная школа № 1 — ул. Кирова, 140[22].
- Средняя общеобразовательная школа № 2 — ул. Октябрьская, 100[23].
- Начальная школа Детский сад «Ашамаз» — ул. Кирова, 88.
- Начальная школа Детский сад № 2 — ул. Октябрьская, 100.

## Здравоохранение
- Участковая больница — ул. Кахунская, 18.

У западной окраины села расположены:
- Урванская районная больница
- Республиканский диализный центр

## Культура
- Дом культуры

Общественно-политические организации: 
- Адыгэ Хасэ
- Совет ветеранов труда и войны

## Ислам
- Сельская мечеть — ул. Кахунская, 33.

## Экономика
В сельском поселении высоко развито сельское хозяйство, благодаря изобилию местности грунтовыми водами. Основу экономики села составляют частные хозяйства, возделывающие свои культуры в теплицах и оранжереях. Наибольшее распространение получило выращивание овощей, в частности томатов.

## Улицы
На территории села зарегистрировано 23 улицы и один СТ (садоводческое товарищество):
| Автодорога Старый Черек — Чёрная Речка |
| Абхазская                              |
| Гетокова                               |
| Жамборова Ш.                           |
| Жемухова И.                            |
| Кандохова                              |
| Кахунская                              |
| Кертиева                               |

| Кирова        |
| Комсомольская |
| Ленина        |
| Мичурина      |
| Молодёжная    |
| Нагацуева     |
| Огородная     |
| Октябрьская   |

| Понежева   |
| СТ Заря    |
| Свобода    |
| Северная   |
| Тлапшокова |
| Хавпачева  |
| Черкесская |
| Шибзухова  |

## Известные жители
Родившиеся в Кахуне:
- Хавпачев Амирхан Асхадович (1882-1972) — кабардинский поэт-писатель. Народный писатель КБАССР.
- Шереметова Людмила Султановна 1953 актриса драмтеатра им. А.А. Шогенцукова. Заслуженная артистка Карачаево-Черкесской республики. Народная артистка Кабардино-Балкарской республики.